# Liste der Einträge im National Register of Historic Places im Ellis County (Texas)
Die Liste der Registered Historic Places im Ellis County führt alle Bauwerke und historischen Stätten im texanischen Ellis County auf, die in das National Register of Historic Places aufgenommen wurden.

## Aktuelle Einträge
| Lfd. Nr. | Name im NRHP                                 | Bild | Datum der Eintragung | Adresse/Lage | Ort        | NRHP-ID  | Beschreibung |
| -------- | -------------------------------------------- | ---- | -------------------- | --- | ---------- | -------- | ------------ |
| 1        | Barkley-Floyd House                          |      | 25. Sep. 1986        | 709 N. Dallas | Ennis      | 86002389 |              |
| 2        | Barrington House                             |      | 25. Sep. 1986        | 206 W. Belknap | Ennis      | 86002365 |              |
| 3        | Building at 441 East Main                    |      | 24. Sep. 1986        | 441 E. Main | Waxahachie | 86002437 |              |
| 4        | Building at 500-502 East Main                |      | 24. Sep. 1986        | 500--502 E. Main | Waxahachie | 86002440 |              |
| 5        | Central Presbyterian Church                  |      | 11. Sep. 1987        | 402 N. College | Waxahachie | 86002362 |              |
| 6        | Cole-Hipp House                              |      | 24. Sep. 1986        | 309 E. Marvin | Waxahachie | 86002445 |              |
| 7        | Coleman-Cole House                           |      | 24. Sep. 1986        | 1219 E. Marvin | Waxahachie | 86002522 |              |
| 8        | D. D. Eastham House                          |      | 24. Sep. 1986        | 401 E. Marvin | Waxahachie | 86002526 |              |
| 9        | D. H. Thompson House                         |      | 24. Sep. 1986        | 312 Kaufman | Waxahachie | 86002433 |              |
| 10       | Dr. L. H. Graham House                       |      | 24. Sep. 1986        | 909 W. Marvin | Waxahachie | 86002497 |              |
| 11       | E. F. Phillips House                         |      | 24. Sep. 1986        | 902 W. Marvin | Waxahachie | 86002498 |              |
| 12       | E. K. Atwood House                           |      | 25. Sep. 1986        | 605 N. Preston | Ennis      | 86002504 |              |
| 13       | E. M. Hines House                            |      | 24. Sep. 1986        | 124 Kaufman | Waxahachie | 86002430 |              |
| 14       | E. T. Boren House                            |      | 25. Sep. 1986        | 616 W. Denton | Ennis      | 86002436 |              |
| 15       | Ellis County Courthouse Historic District    |      | 23. Apr. 1975        | Roughly bounded by both sides of Waxahachie Creek N to Union Pacific RR tracks & between both sides of Elm and Flat Sts. | Waxahachie | 75001971 |              |
| 16       | Ennis Commercial Historic District           |      | 25. Sep. 1986        | Roughly bounded by W. Baylor, N. Main, W. Crockett, and McKinney Sts.                                                    | Ennis      | 86002547 |              |
| 17       | Ennis Cotton Compress                        |      | 25. Sep. 1986        | 111 E. Lampasas | Ennis      | 86002449 |              |
| 18       | Ennis Cotton Oil Company                     |      | 11. Aug. 1986        | 800 blk. S. Kaufman | Ennis      | 86002494 |              |
| 19       | Ennis High School                            |      | 25. Sep. 1986        | 501 N. Gaines | Ennis      | 86002425 |              |
| 20       | F. R. Adamson House                          |      | 24. Sep. 1986        | 309 University | Waxahachie | 86002485 |              |
| 21       | Fain House                                   |      | 25. Sep. 1986        | 403 N. Preston | Ennis      | 86002501 |              |
| 22       | Farrar House                                 |      | 25. Sep. 1986        | 601 S. Main W | Ennis      | 86002454 |              |
| 23       | Ferris School                                |      | 6. Dez. 1990         | 411 Gibson | Waxahachie | 90001858 |              |
| 24       | G. G. Dunkerly House                         |      | 25. Sep. 1986        | 607 W. Baylor | Ennis      | 86002364 |              |
| 25       | G. H. Alderman House                         |      | 24. Sep. 1986        | 317 E. Marvin | Waxahachie | 86002446 |              |
| 26       | George C. Dillon House                       |      | 24. Sep. 1986        | 123 E. University | Waxahachie | 86002378 |              |
| 27       | Gillespie Farm                               |      | 11. Aug. 1986        | 908 S. Mulberry | Ennis      | 86002472 |              |
| 28       | H & TC Railroad Division Yard Shop           |      | 28. Sep. 1987        | 1311 N. Main W | Ennis      | 86002491 |              |
| 29       | Highway Garage                               |      | 18. Apr. 2003        | 315 W. Main | Waxahachie | 03000278 |              |
| 30       | House at 104 Kaufman                         |      | 24. Sep. 1986        | 104 Kaufman | Waxahachie | 86002417 |              |
| 31       | House at 106 East Denton                     |      | 25. Sep. 1986        | 106 E. Denton | Ennis      | 86002397 |              |
| 32       | House at 106 Kaufman                         |      | 24. Sep. 1986        | 106 Kaufman | Waxahachie | 86002419 |              |
| 33       | House at 111 Brown                           |      | 24. Sep. 1986        | 111 Brown | Waxahachie | 86002347 |              |
| 34       | House at 111 Williams                        |      | 24. Sep. 1986        | 111 Williams | Waxahachie | 86002476 |              |
| 35       | House at 113 East Ross                       |      | 24. Sep. 1986        | 113 E. Ross | Waxahachie | 86002448 |              |
| 36       | House at 1301 East Marvin                    |      | 24. Sep. 1986        | 1301 E. Marvin | Waxahachie | 86002521 |              |
| 37       | House at 1423 Sycamore                       |      | 24. Sep. 1986        | 1423 Sycamore | Waxahachie | 86002488 |              |
| 38       | House at 301 Turner                          |      | 24. Sep. 1986        | 301 Turner | Waxahachie | 86002487 |              |
| 39       | House at 320 East Marvin                     |      | 24. Sep. 1986        | 320 E. Marvin | Waxahachie | 86002527 |              |
| 40       | House at 404 East Crockett                   |      | 25. Sep. 1986        | 404 E. Crockett | Ennis      | 86002379 |              |
| 41       | House at 418 North College                   |      | 24. Sep. 1986        | 418 N. College | Waxahachie | 86002367 |              |
| 42       | House at 500 North Main, East                |      | 25. Sep. 1986        | 500 N. Main E | Ennis      | 86002439 |              |
| 43       | House at 501 North Grand                     |      | 24. Sep. 1986        | 501 N. Grand | Waxahachie | 86002408 |              |
| 44       | House at 508 North Dallas                    |      | 25. Sep. 1986        | 508 N. Dallas | Ennis      | 86002381 |              |
| 45       | House at 509 West Brown                      |      | 25. Sep. 1986        | 509 W. Brown | Ennis      | 86002371 |              |
| 46       | House at 512 North Grand                     |      | 24. Sep. 1986        | 512 N. Grand | Waxahachie | 86002409 |              |
| 47       | House at 523 Highland                        |      | 24. Sep. 1986        | 523 Highland | Waxahachie | 86002416 |              |
| 48       | House at 625 Cantrell                        |      | 24. Sep. 1986        | 625 Cantrell | Waxahachie | 86002352 |              |
| 49       | House at 700 South Rogers                    |      | 24. Sep. 1986        | 700 S. Rogers | Waxahachie | 86002344 |              |
| 50       | House at 703 South College                   |      | 24. Sep. 1986        | 703 S. College | Waxahachie | 86002372 |              |
| 51       | House at 708 East Brown                      |      | 25. Sep. 1986        | 708 E. Brown | Ennis      | 86002368 |              |
| 52       | House at 712 East Marvin                     |      | 24. Sep. 1986        | 712 E. Marvin | Waxahachie | 86002525 |              |
| 53       | House at 722 West Madison                    |      | 25. Sep. 1986        | 722 W. Madison | Ennis      | 86002426 |              |
| 54       | House at 802 East Ennis                      |      | 25. Sep. 1986        | 802 E. Ennis | Ennis      | 86002429 |              |
| 55       | House at 803 Cantrell                        |      | 24. Sep. 1986        | 803 Cantrell | Waxahachie | 86002353 |              |
| 56       | House at 806 South Dallas                    |      | 25. Sep. 1986        | 806 S. Dallas | Ennis      | 86002393 |              |
| 57       | House at 807 North Preston                   |      | 25. Sep. 1986        | 807 N. Preston | Ennis      | 86002529 |              |
| 58       | House at 810 North Preston                   |      | 25. Sep. 1986        | 810 N. Preston | Ennis      | 86002532 |              |
| 59       | House at 816 Cantrell                        |      | 24. Sep. 1986        | 816 Cantrell | Waxahachie | 86002358 |              |
| 60       | House at 816 West Water                      |      | 24. Sep. 1986        | 816 W. Water | Waxahachie | 86002480 |              |
| 61       | House at 901 Cantrell                        |      | 24. Sep. 1986        | 901 Cantrell | Waxahachie | 86002360 |              |
| 62       | I. R. Allen House                            |      | 25. Sep. 1986        | 601 N. Dallas | Ennis      | 86002387 |              |
| 63       | J. B. Moorhead House                         |      | 11. Aug. 1986        | 801 S. Main, W. | Ennis      | 86002455 |              |
| 64       | J. D. Kirven House                           |      | 24. Sep. 1986        | 601 Sycamore | Waxahachie | 86002489 |              |
| 65       | J. M. Alderdice House                        |      | 24. Sep. 1986        | 1500 W. Main | Waxahachie | 86002443 |              |
| 66       | J. R. Erwin House                            |      | 24. Sep. 1986        | 414 W. Marvin | Waxahachie | 86002520 |              |
| 67       | J. S. Berry House                            |      | 24. Sep. 1986        | 201 E. University | Waxahachie | 86002386 |              |
| 68       | James S. Sanderson House                     |      | 25. Sep. 1986        | 201 N. Gaines | Ennis      | 86002420 |              |
| 69       | Jesse and Mary Story House                   |      | 25. Sep. 1986        | 510 W. Brown | Ennis      | 86002373 |              |
| 70       | Joe Cohn House                               |      | 24. Sep. 1986        | 501 Sycamore | Waxahachie | 86002492 |              |
| 71       | Joe Novy House                               |      | 25. Sep. 1986        | 401 N. Clay | Ennis      | 86002376 |              |
| 72       | John M. Weekley House                        |      | 25. Sep. 1986        | 510 W. Denton | Ennis      | 86002406 |              |
| 73       | John Solon House                             |      | 11. Sep. 1987        | 617 Solon Rd. | Waxahachie | 86002453 |              |
| 74       | Jolesch House                                |      | 25. Sep. 1986        | 504 W. Knox | Ennis      | 86002452 |              |
| 75       | Joshua Chapel A.M.E. Church                  |      | 24. Sep. 1986        | 110 Ailen | Waxahachie | 86002345 |              |
| 76       | Judge M. B. Templeton House                  |      | 24. Sep. 1986        | 203 N. Grand | Waxahachie | 86002402 |              |
| 77       | M. B. Ray House                              |      | 24. Sep. 1986        | 401 N. Monroe | Waxahachie | 86002477 |              |
| 78       | M. S. Payne House                            |      | 24. Sep. 1986        | 521 N. Grand | Waxahachie | 86002413 |              |
| 79       | Marshall T. Patrick House                    |      | 24. Sep. 1986        | 233 Patrick | Waxahachie | 86002341 |              |
| 80       | Mary and Frank House                         |      | 24. Sep. 1986        | 910 W. Marvin | Waxahachie | 86002496 |              |
| 81       | Mary Ralston House                           |      | 24. Sep. 1986        | 116 E. University | Waxahachie | 86002375 |              |
| 82       | Matthews-Atwood House                        |      | 25. Sep. 1986        | 307 N. Sherman | Ennis      | 86002537 |              |
| 83       | Matthews-Templeton House                     |      | 25. Sep. 1986        | 606 W. Denton | Ennis      | 86002410 |              |
| 84       | McCanless-Williams House                     |      | 25. Sep. 1986        | 402 W. Tyler | Ennis      | 86002540 |              |
| 85       | McCartney House                              |      | 24. Sep. 1986        | 603 W. Marvin | Waxahachie | 86002519 |              |
| 86       | Meredith-McDowal House                       |      | 25. Sep. 1986        | 701 N. Gaines | Ennis      | 86002500 |              |
| 87       | Moore House                                  |      | 25. Sep. 1986        | 400 W. Denton | Ennis      | 86002398 |              |
| 88       | Morton House                                 |      | 25. Sep. 1986        | 1007 N. McKinney | Ennis      | 86002457 |              |
| 89       | National Compress Company Building           |      | 11. Sep. 1987        | 503 S. Flat | Waxahachie | 86002400 |              |
| 90       | Neal House                                   |      | 25. Sep. 1986        | 704 N. Preston | Ennis      | 86002505 |              |
| 91       | North Rogers Street Historic District        |      | 24. Sep. 1986        | 500--600 blks. of N. Rogers, 500--600 blks. of N. Monroe, and 100--200 blks. of W. Marvin Sts.                           | Waxahachie | 86002465 |              |
| 92       | O. B. Sims House                             |      | 24. Sep. 1986        | 1408 W. Main | Waxahachie | 86002441 |              |
| 93       | Old City Mills                               |      | 25. Sep. 1986        | 212 E. Ennis and 108 E. Brown                                                                                            | Ennis      | 86002431 |              |
| 94       | Oldham Avenue Historic District              |      | 24. Sep. 1986        | Oldham Ave. between N. Jackson and Bethel Sts.                                                                           | Waxahachie | 86002461 |              |
| 95       | Oscar H. Chapman House                       |      | 24. Sep. 1986        | 201 Overhill | Waxahachie | 86002479 |              |
| 96       | Paillet House                                |      | 24. Sep. 1986        | 800 S. College | Waxahachie | 86002339 |              |
| 97       | Paris Q. Rockett House                       |      | 24. Sep. 1986        | 321 E. University | Waxahachie | 86002343 |              |
| 98       | Pat Witten House                             |      | 24. Sep. 1986        | 204 Brown | Waxahachie | 86002349 |              |
| 99       | Plumhoff House                               |      | 24. Sep. 1986        | 612 S. Rogers | Waxahachie | 86002342 |              |
| 100      | Porter L. Williams House                     |      | 24. Sep. 1986        | 200 E. University | Waxahachie | 86002383 |              |
| 101      | Ransom House                                 |      | 25. Sep. 1986        | 501 N. McKinney | Ennis      | 86002456 |              |
| 102      | Raphael House                                |      | 25. Sep. 1986        | 500 W. Ennis | Ennis      | 86002428 |              |
| 103      | Richard Vickery House                        |      | 25. Sep. 1986        | 1104 E. Marvin | Waxahachie | 86002528 |              |
| 104      | Rosemont House                               |      | 8. Juli 1982         | 701 S. Rogers | Waxahachie | 82004504 |              |
| 105      | Roy Connally House                           |      | 24. Sep. 1986        | 205 E. University | Waxahachie | 86002388 |              |
| 106      | Saint Paul’s Episcopal Church                |      | 24. Sep. 1986        | 308 N. Monroe | Waxahachie | 86002495 |              |
| 107      | Samuel Langsford House                       |      | 24. Sep. 1986        | 1208 E. Marvin | Waxahachie | 86002523 |              |
| 108      | Second Trinity University Campus             |      | 11. Sep. 1987        | 1200 blk. of Sycamore | Waxahachie | 86002458 |              |
| 109      | Sharp House                                  |      | 25. Sep. 1986        | 208 N. Gaines | Ennis      | 86002423 |              |
| 110      | Strickland-Sawyer House                      |      | 18. Okt. 1984        | 500 Oldham St. | Waxahachie | 84000168 |              |
| 111      | T. J. Bullard House                          |      | 24. Sep. 1986        | 221 Patrick | Waxahachie | 86002340 |              |
| 112      | Telfair House                                |      | 25. Sep. 1986        | 209 N. Preston | Ennis      | 86002473 |              |
| 113      | Trippet-Shive House                          |      | 24. Sep. 1986        | 209 N. Grand | Waxahachie | 86002404 |              |
| 114      | W. B. Forrest House                          |      | 24. Sep. 1986        | 500 Royal | Waxahachie | 86002451 |              |
| 115      | W. B. Moore House                            |      | 24. Sep. 1986        | 912 E. Marvin | Waxahachie | 86002447 |              |
| 116      | W. B. Reinmiller House                       |      | 24. Sep. 1986        | 206 E. Marvin | Waxahachie | 86002444 |              |
| 117      | Waxahachie Chautauqua Building               |      | 3. Mai 1974          | Getzendaner Park | Waxahachie | 74002070 |              |
| 118      | Waxahachie Lumber Company                    |      | 11. Sep. 1987        | 123 Kaufman | Waxahachie | 86002424 |              |
| 119      | Weatherford House                            |      | 25. Sep. 1986        | 501 N. Preston | Ennis      | 86002503 |              |
| 120      | West End Historic District                   |      | 24. Sep. 1986        | Roughly bounded by Central, W. Water, Monroe, Madison and W. Jefferson                                                   | Waxahachie | 86002474 |              |
| 121      | William Koger House                          |      | 24. Sep. 1986        | 409 Kaufman | Waxahachie | 86002435 |              |
| 122      | William Lewis House                          |      | 24. Sep. 1986        | 1201 E. Marvin | Waxahachie | 86002524 |              |
| 123      | Williams-Erwin House                         |      | 7. Juli 1978         | 412 W. Marvin St. | Waxahachie | 78002926 |              |
| 124      | Wyatt Street Shotgun House Historic District |      | 24. Sep. 1986        | E side 300 blk. of Wyatt St.                                                                                             | Waxahachie | 86002463 |              |